# Peter Ingwersen
Peter Ingwersen je informační vědec a emeritní profesor Royal School of Library and Information Science v Kodani. Po studiu na tehdejší Royal School of Librarianship tam působil od roku 1973 jako docent a od roku 1984 jako profesor. Mimo jiné přednášel jako host na mnoha univerzitách. Dlouhou dobu se zabýval kognitivními a teoretickými aspekty vyhledávání informací (Information Retrieval). V současnosti se ve svém výzkumu zaměřuje na webometrii a získávání informací. S Tomasem C. Almindem v roce 1997 vytvořil nové slovo, webometrie a v roce 1998 definoval web impakt faktor, který podobně jako impakt faktor slouží k výpočtu důležitosti webové stránky.

## Publikace
- Information Retrieval Interaction
- INGWERSEN, Peter. Cognitive perspective of information retrieval interaction : elements of a cognitive IR theory. Journal of Documentation. 1996.
- BJÖRNEBORN, Lennart, INGWERSEN, Peter. Perspectives of webometrics. Scientometrics. 2001.
- INGWERSEN, Peter – BELKIN, Nicholas J.  Information Processing and Management. 1987.